# صبر داشته باش
صبر داشته باش (انگلیسی: Wait and See) یک فیلم کمدی بریتانیایی به کارگردانی «والتر فورد» است که در سال ۱۹۲۹ منتشر شد.